# 原住民族語言研究發展基金會
財團法人原住民族語言研究發展基金會，簡稱原語會，2019年由中華民國原住民族委員會資助成立，專責辦理臺灣本土語言研究發展事項，主要工作事項包含原住民族語研究、研發原住民族語教學、推廣使用原住民族語等。

## 歷史

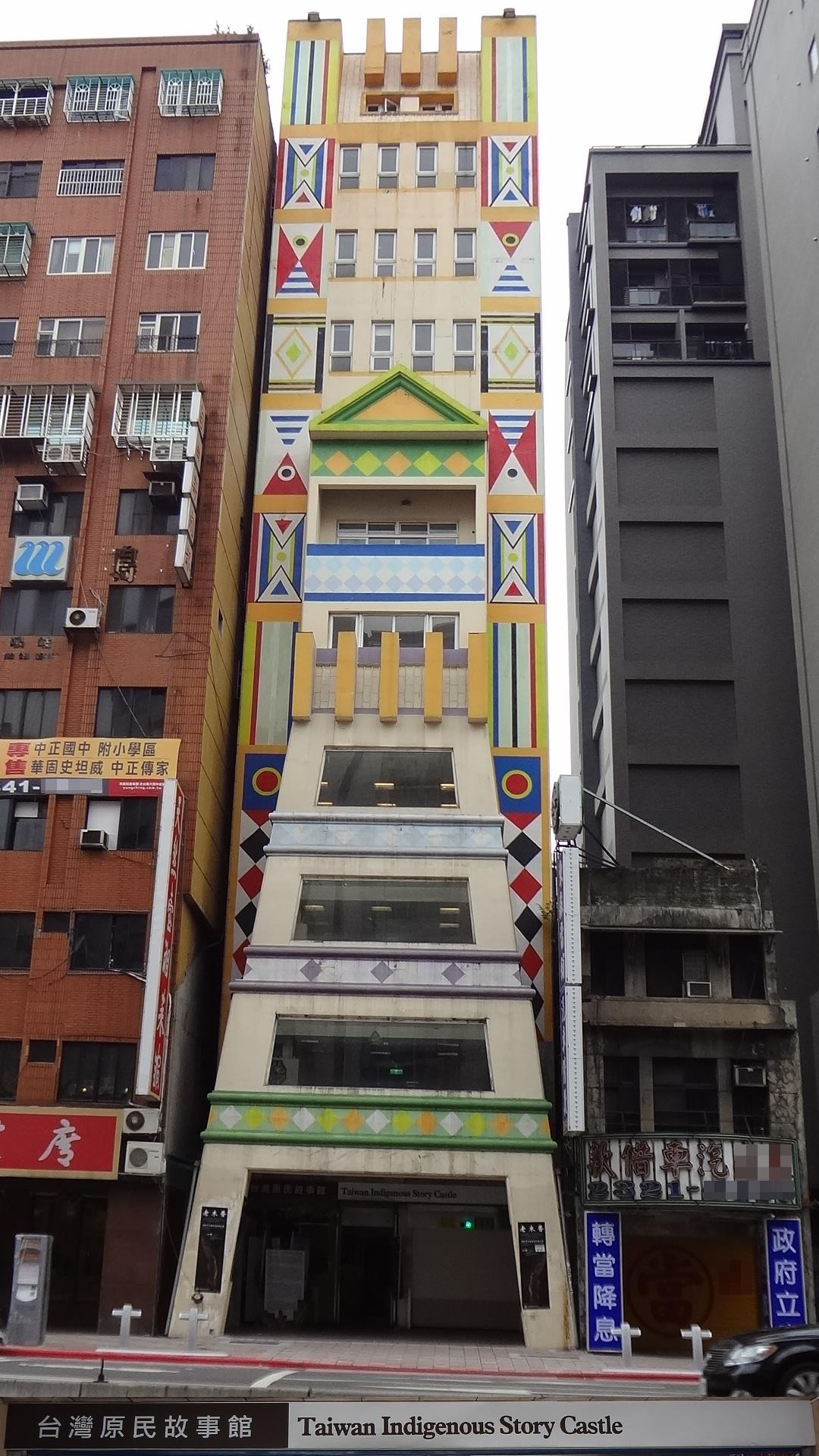
原台灣原民故事館

2012年6月25日，原住民族委員會委託台灣文創平台發展基金會營運之台灣原民故事館開幕，地址為臺北市中正區羅斯福路一段63號。2014年6月17日，依據《原住民族基本法》第9條規定，原住民族委員會於原台灣原民故事館成立原住民族語言研究發展中心，為任務編組機關。
2017年6月14日，總統令公布《原住民族語言發展法》，第27條規定：「中央主管機關為辦理原住民族語言研究發展等事項，應編列經費及接受私人、法人或團體之捐助，成立財團法人原住民族語言研究發展基金會。」
2018年12月5日，總統令公布《財團法人原住民族語言研究發展基金會設置條例》，第3條規定「本基金會之主管機關為原住民族委員會」，第4條規定「本基金會之創立基金新臺幣二千萬元，由主管機關編列預算捐助之」。
2019年12月25日，原住民族委員會召開原住民族語言研究發展基金會第一屆第一次董事及監察人聯席會議，由董事及監察人共同推選董事長溫英傑（現恢復其傳統姓名摩奧·悟吉納（Moʼo Eʼucna））及常務監察人吳清潭。原住民族委員會主任委員夷將·拔路兒表示，行政院院長蘇貞昌已遴聘原住民族語言研究發展基金會第一屆董事17人及監察人5人。
2019年12月26日，原住民族語言研究發展基金會於臺灣臺北地方法院完成法人登記，正式成立，總部設於原台灣原民故事館。2020年2月22日，原住民族委員會在圓山大飯店12樓大會廳舉行原住民族語言研究發展基金會成立大會。原住民族語言研究發展中心裁撤，業務移交原住民族語言研究發展基金會。

## 成立目的[4]
財團法人原住民族語言研究發展基金會成立之目的為促進原住民族語言之發展，規劃辦理原住民族語言相關研究，以及推廣使用原住民族語言推動事項，建立永續傳承及發展基礎。依據本基金會設置條例第6條，本基金會主要業務範圍如下：
(一) 原住民族語言研究
(二) 研發原住民族語言教學
(三) 典藏原住民族語料
(四) 編纂原住民族語辭典 （页面存档备份，存于）
(五) 建置原住民族語言資料庫
(六) 推廣使用原住民族語言
(七) 辦理原住民族語言能力認證及發行學習教材
(八) 其他有關原住民族語言研究發展事項

## 研究單位

### 研究發展組[5]
- 研究發展組以研究臺灣原住民族語言做基礎，再發展多個研究面向為目標，如族語新創詞研究、族語書寫符號系統與書寫規範的編定、族語學習詞表的編定、族語讀本編譯、族語辭典編纂與族語語料採集彙編及族語能力的調查等。並以前述基礎研發成果，做跨組橫向知識交流應用，如於測驗發展組作為試題擬題參考依據、於教育推廣組作為成果產出窗口，辦理推廣活動等。本組研發過程係以語言的書寫、詞彙、調查、編定、採集與擴充等扎根研究做基底，未來即將以此為基礎持續擴充，如族語能力指標研究與推廣、族語詞彙語意與句型研究之推廣應用，發展族語筆譯/口譯/轉譯等研究與應用及相關人才培育、族語人力資源整合以及建置族語資料庫等項目進行發展。

## 組織架構
- 董事會
- 監事及監察人
  - 董事長
    - 執行長
      - 行政管理組
      - 研究發展組
      - 教育推廣組
      - 認證測驗組

### 董事長及董事會成員、監察人

#### 第一屆[6]
- 董事長：摩奧‧悟吉納 Mo'o E'ucna(鄒族)
- 第一屆董事：夷將．拔路兒Icyang Parod(阿美族)、楊正斌(泰雅族)、馬月琴(雅美族)、陳瑩芳(漢族)、林敏聰(漢族)、湯賢慧(排灣族)、潘秀蘭(噶瑪蘭族)、葉珠君(撒奇萊雅族)、宋麗梅(漢族)、吳靜蘭(漢族)、全正文Lian Suqluman(布農族)、鍾文觀Sifo Lakaw(阿美族)、郭基鼎(拉阿魯哇族)、高麗萍(泰雅族)、黃季平(漢族)
- 常務監察人：吳清潭(漢族)
- 第一屆監察人：鄭川如(太魯閣族)、戴明雄Sakinu Tepiq(排灣族)、孔岳中Pani Kanpanena(卡那卡那富族)、施富美Aso Kaynga (阿美族)

#### 第二屆[7]
- 董事長：馬耀‧谷木(阿美族)
- 第二屆董事：邱文隆Biung Takisvilainan(布農族)、陳瑩芳(漢族)、彭麗春(漢族)、李毓娟(漢族)、鍾文觀Sifo．Lakaw(阿美族)、高麗萍Pepay Takit(泰雅族)、湯賢慧Dremedreman．Tjuveljelem(排灣族)、高萃珺Savi Takiludun(布農族)、摩奧．悟吉納Mo'o E'ucna(鄒族)、郭基鼎Pali Ianguana(拉阿魯哇族)、潘秀蘭Pipis(噶瑪蘭族)、宋麗梅(漢族)、陳麒Mose Iryong(泰雅族)、郁德芳Legeageay‧Thabilane(魯凱族)、李玉祥Tebi Kulas(撒奇萊雅族)
- 常務監察人：簡信惠(漢族)

- 第二屆監察人：高美英Dungi．Kapa'(阿美族)、戴明雄Sakinu Tepiq(排灣族)

### 執行長

#### 第一屆[8]
- 許韋晟Lowking Nowbucyang
- 學歷：國立清華大學語言學研究所博士

#### 第二屆[9]
- 許韋晟Lowking Nowbucyang
- 學歷：國立清華大學語言學研究所博士

## 外部連結
- 財團法人原住民族語言研究發展基金會
- 財團法人原住民族語言研究發展基金會設置條例 （页面存档备份，存于）